# بشیر احمد
بشیر احمد (اردو: بشیر احمد؛ زادهٔ ۱۲ اکتبر ۱۹۸۲) مبارز هنرهای رزمی ترکیبی اهل پاکستان است. او بنیان‌گذار هنرهای رزمی ترکیبی پاکستان است. او به دلیل ترویج هنرهای رزمی ترکیبی در پاکستان مشهور است. او اولین ورزشکار پاکستانی است که در مسابقات بین‌المللی هنرهای رزمی ترکیبی شرکت کرده است.

## زندگی
بشیر احمد در شهر فیصل آباد در پنجاب پاکستان به دنیا آمد، اما در سه سالگی به همراه پدر و مادرش به گریت فالز، ویرجینیا، ایالات متحده نقل مکان کرد. در سال ۲۰۰۲، احمد برای یادگیری مهارت‌های نظامی به گارد ملی ایالت ویرجینیا پیوست. در سال ۲۰۰۴، با شروع جنگ او به عراق اعزام شد. او در شهر موصل مستقر بود و به عنوان یک پزشک ارتش ایالات متحده در تیم خنثی‌سازی مواد منفجره کار می‌کرد. احمد در حدود سال ۲۰۰۵، زمانی که هنرهای رزمی ترکیبی در آمریکای شمالی در حال محبوبیت بود، شروع به تمرین در هنر رزمی جوجیتسو برزیلی کرد.
در سال ۲۰۰۷، احمد با هدف ترویج هنرهای رزمی ترکیبی در پاکستان، به کشورش بازگشت و در لاهور مستقر شد. درآنجا او شروع به آموزش جوجیتسو برزیلی به کودکان کرد و مدتی به انجام این کار مشغول بود؛ بعد از آن به مدت یک سال برای یادگیری موای تای به تایلند سفر کرد.
در سال ۲۰۰۹، احمد به پاکستان بازگشت و یک سالن تمرین کوچک برای هنرهای رزمی ترکیبی در آپارتمان خود راه‌اندازی کرد. او نام این سالن تمرینی را اسلاوترهاوس (Slaughterhouse؛ به انگلیسی: کشتارگاه) گذاشت.
احمد در سال ۲۰۱۲ یک سالن ورزشی مجهز به نام «آموزشگاه سینرژی ام‌ام‌ای» در شهر لاهور افتتاح کرد که امروزه به یکی از بزرگ‌ترین سالن‌های ورزشی در پاکستان تبدیل شده است.

## هنرهای رزمی ترکیبی پاکستان
بشیر احمد با ورودش به پاکستان در سال ۲۰۰۷ پایه‌های هنرهای رزمی ترکیبی پاکستان را بنا نهاد. هدف از ایجاد سازمان هنرهای رزمی ترکیبی پاکستان ترویج تمامی هنرها و ورزش‌های رزمی در پاکستان با تمرکز بر روی هنرهای رزمی ترکیبی بود. احمد در راستای این هدف، به سراسر پاکستان سفر کرد و سمینارهای مختلفی در زمینه جوجیتسو برزیلی و هنرهای رزمی ترکیبی برگزار کرد. همچنین او در برگزاری اولین رویدادهای رزمی هنرهای رزمی ترکیبی در پاکستان کمک کرد.

## آموزشگاه شاهین
در سال ۲۰۱۵، احمد آموزشگاه شاهین را در شهر لاهور تأسیس کرد، آموزشگاه شاهین یک سالن ورزشی و مرکز آموزشی ناسودبر هنرهای رزمی ترکیبی است. این آموزشگاه در یک محله فقیر نشین قرار دارد و هدف آن استفاده از هنرهای رزمی برای ایجاد اعتماد به نفس، نظم و انضباط و خودسازی در جوانان محله است. آموزشگاه شاهین آموزش هنرهای رزمی را به صورت رایگان برای جوانان محله فراهم می‌کند. بشیر احمد سالانه برای اداره آموزشگاه شاهین، کمک‌های مالی جمع‌آوری برگزار می‌کند. آموزشگاه کاملاً با کمک‌های مالی اداره می‌شود.